# 私を育ててくれたメロディ THE CITY POP
「私を育ててくれたメロディ THE CITY POP」（わたしをそだててくれたメロディ ザシティポップ）は、日本のアイドル歌手・針尾ありさの1stアルバム。
2022年8月5日に全世界デジタル配信、2022年9月14日にTNX Music Labelより、タワーレコード限定CDが発売された。

## 収録内容
| # | タイトル             | 作詞        | 作曲                       | 編曲             | 時間 |
| - | -------------------- | ----------- | -------------------------- | ---------------- | ---- |
| 1 | 愛・おぼえていますか | 安井 かずみ | 加藤 和彦                  | 鈴木Daichi秀行   | 5:14 |
| 2 | モッキンバード       | 松本隆      | 南佳孝                     | 大野たっつん達哉 | 4:00 |
| 3 | タイム・トラベル     | 松本隆      | 原田真二                   | 福井シンリ       | 4:21 |
| 4 | ヨコハマA・KU・MA    | 中里綴      | 南佳孝                     | 大野たっつん達哉 | 3:48 |
| 5 | デリケートに好きして | 古田喜昭    | 古田喜昭                   | ARAKI            | 3:17 |
| 6 | ほら やっぱりね      | つんく      | 原田夏樹（evening cinema） | 鈴木Daichi秀行   | 4:09 |

## タイアップ
- 「ほら やっぱりね」：情報番組『めっちゃぎふわかるてれび』2022年9月エンディングテーマ

## スタッフ
- Producer：鈴木Daichi秀行
- Recording Director：生方信堂（TNX）
- Recording Engineer：小林真之介（TNX）
- Mixing Engineer：脇坂了（M1・M3・M6）・大坪雄一（M2・M5）・大野たっつん達哉（M4）
- Recording at：Studio Cubic
- Mastering Engineer：山下有次
- Guest Chorus：桜田ミレイ（M4）
- IIIustrator：ザユミ
- Artwork Design：藤田ツキト（シカトキノコ）
- Hair & Make：大堀理子（ベルエポック美容専門学校）
- Music Video Assistant：あべつかさ
- Music Video Coordination：久保哲哉（vivto inc.）
- Music Video Director：内田英介
- General Manager：生方信堂（TNX）
- Executive Producer：つんく♂